# Otto von Knobelsdorff
Otto von Knobelsdorff (31 mars 1886 – 21 octobre 1966) est un général de la Wehrmacht pendant la Seconde Guerre mondiale.

## Biographie
Otto est issu de la famille noble des von Knobelsdorff. Ses parents étaient le major Heinrich Otto August von Knobelsdorff (né le 21 janvier 1856) et son épouse Anna Luise Usula Katharina von Manteuffel (née le 10 mars 1862). Après avoir fréquenté l'école des cadets de Bensberg et l'école principale prussienne des cadets de Groß-Lichterfelde, il rejoint le 94e régiment d'infanterie à Weimar le 25 avril 1905 en tant qu'enseigne.
Knobelsdorff commanda des unités blindées de panzers. Il participa notamment à la bataille de Metz en 1944.

## Décorations
- Croix du mérite militaire (2e Classe) d'Autriche-Hongrie
- Insigne de combat des blindés en argent
- Insigne des blessés en noir
- Croix de fer 2e et 1re classe
- Croix de chevalier de la croix de fer avec feuilles de chêne et glaives
  - Croix de chevalier le 17 septembre 1941 en tant que Generalleutnant et commandant de la 19. Panzer-Division[1]
  - 322e feuilles de chêne le 12 novembre 1943 en tant que General der Panzertruppe et commandant général du XXXXVIII. Panzerkorps[1]
  - 100e glaives le 21 septembre 1944 en tant que General der Panzertruppe et commandant général du XXXX. Panzerkorps[1]